# Kloster Därstetten

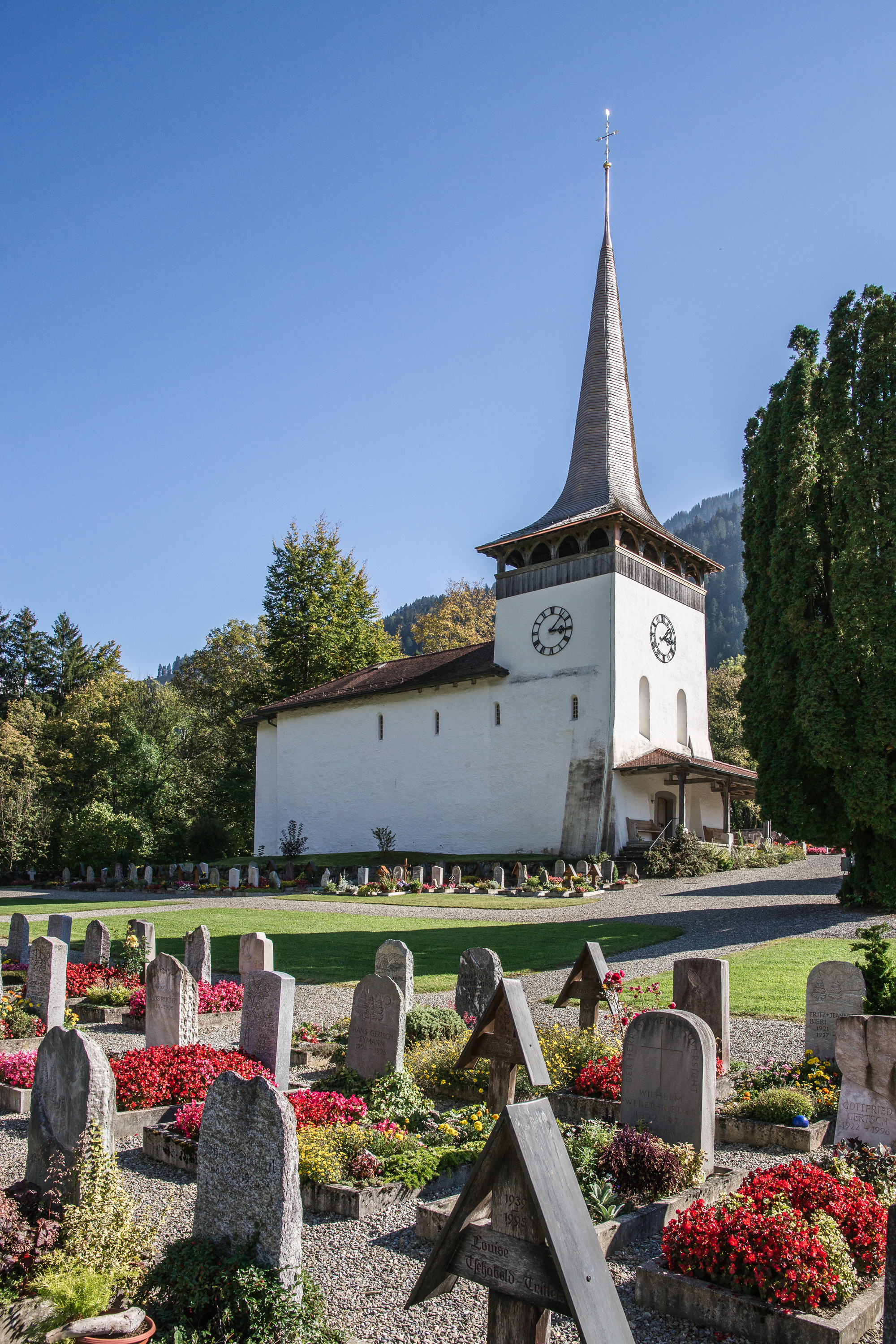
Ehemalige Klosterkirche

Das Kloster Därstetten war ein Chorherrenstift des Augustinerordens in der Schweizer Gemeinde Därstetten.

## Geschichte
Das 1228 erstmals im Diözesanverzeichnis des Bistums Lausanne erwähnte Kloster Tarenchat prioratus wurde wohl Ende des 12. Jahrhunderts von den Freiherren von Weissenburg gestiftet. Der Name Tarenchat lässt sich vom benachbarten Berg Turne ableiten. Weil das Kloster als einzige Kirche rechts von der Simme stand, welches die Schattenseite des Tals ist, stand das Kloster oft im Schatten des Turne. Aus Tarenchat entwickelte sich Därstetten.
Im Jahr 1233 stellte Papst Gregor IX. das Kloster unter seinen Schutz. Im 13. und 14. Jahrhundert machte das Kloster grosse Landgewinne, unter anderem kam der Kirchensatz Oberwil durch Schenkung der Weissenburger 1326 an das Kloster.
Im 15. Jahrhundert ging es mit dem Kloster bergab, was mit dem Aussterben der Freiherren von Weissenburg zusammenhängen könnte. 1486 war das Kloster so verarmt, dass es durch eine Bulle von Papst Innozenz VIII. aufgehoben wurde und der Klosterbesitz an das St. Vinzenzstift in Bern ging.
Seither ist die ehemalige Klosterkirche die Dorfkirche der reformierten Kirchgemeinde Därstetten.

## Kirche

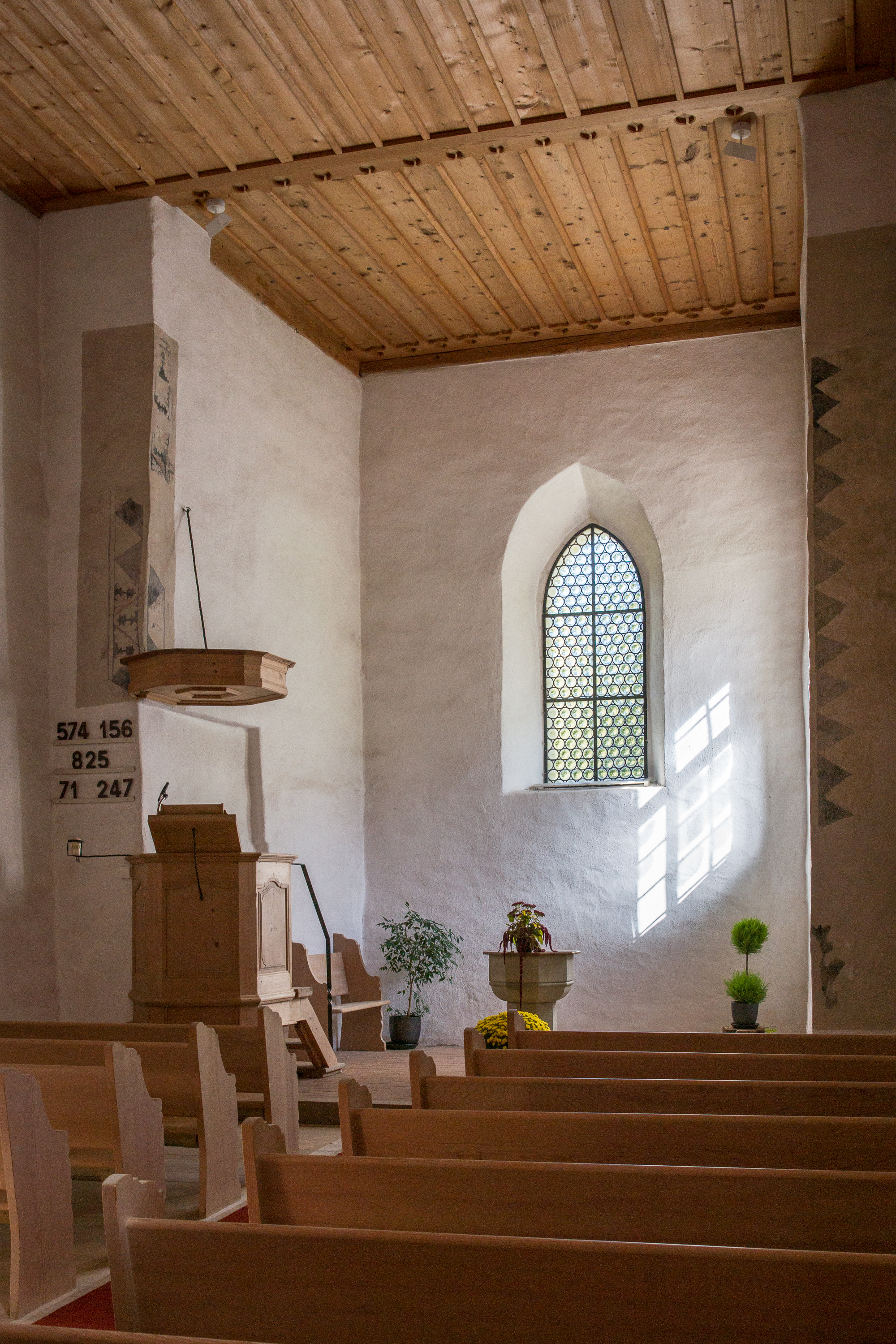
Innenraum

Das ursprüngliche Altarhaus bestand aus einem langgezogenen Saal, welcher dem heutigen Kirchenschiff entspricht. Die Kirche hatte als Einapsidensaal nur eine Apsis. Der Chor war durch eine 60 cm dicke Mauer vom Laienhaus getrennt. Im Mönchschor fand man steinerne Rückwände eines Chorgestühls. Das Laienhaus ist eine Stufe tiefer gebaut als der Chor und bis nach oben von ihm getrennt. Der Mönchschor war wahrscheinlich mit einem Gewölbe gedeckt. Auf der Südseite des Chors befand sich eine Tür für die Chorherren. Genau auf der gegenüberliegenden Seite befand sich eine Tür zur direkt an der Kirche angebauten Sakristei, von der heute nur noch Grundmauern übrig sind.
An der Nordwand der Kirche sind Wandmalereien aus dem 14. Jahrhundert erhalten: eine Christophorusdarstellung und ein Bild der Kirchenpatronin Maria mit zwei Bischöfen. Ob die beiden Bischöfe die Pröpste des Klosters, Anfang des 14. Jahrhunderts, nämlich Ulrich von Thun und Ulrich von Rümlingen, darstellen, ist nicht klar.
Weitere Klostergebäude werden auf dem Gebiet des heutigen Pfarrhauses vermutet.